# اینگو اسپلی
اینگو اسپلی (آلمانی: Ingo Spelly؛ زادهٔ ۶ نوامبر ۱۹۶۶) قایقران کانو اهل آلمان بود.